# Amalia Louise van Koerland
Hertogin Amalia Louise van Koerland (Mitau, 23 juli 1687 – Nassauischer Hof, Siegen, 18 januari 1750), Duits: Amalia Luise Herzogin von Kurland (officiële titels: Herzogin in Livland, zu Kurland und Semgallen, Fürstin zu Pilten), was een hertogin uit het Huis Kettler en door huwelijk vorstin van Nassau-Siegen. Ze was regentes van het vorstendom Nassau-Siegen voor haar stiefzoon Frederik Willem II.

## Biografie
Amalia Louise werd op 23 juli 1687 in Mitau geboren als de derde dochter van hertog Frederik Casimir van Koerland en diens eerste echtgenote prinses Sophia Amalia van Nassau-Siegen.

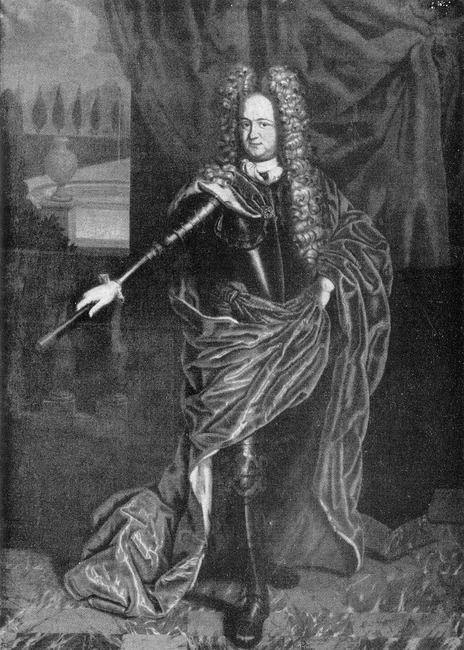
Vorst Frederik Willem Adolf van Nassau-Siegen, de echtgenoot van Amalia Louise. Anoniem portret, eerste kwart 18e eeuw, Siegerlandmuseum, Siegen.

Amalia Louise huwde in het Markgrafelijk Brandenburgse slot in Bayreuth op 13 april 1708 met haar neef vorst Frederik Willem Adolf van Nassau-Siegen (Nassauischer Hof, Siegen, 20 februari 1680 – aldaar, 13 februari 1722), de oudste zoon van vorst Willem Maurits van Nassau-Siegen en prinses Ernestine Charlotte van Nassau-Schaumburg. Frederik Willem Adolf was weduwnaar van landgravin Elisabeth Juliana Francisca van Hessen-Homburg. Amalia Louise was niet alleen een nicht van haar echtgenoot Frederik Willem Adolf, maar ook van diens eerste echtgenote Elisabeth Juliana Francisca.
Bij het overlijden van zijn vader in 1691 volgde Frederik Willem Adolf zijn vader op als de regerende landsheer in het protestantse deel van het vorstendom Nassau-Siegen en medeheerser van de stad Siegen. Hij bezat het ambt Siegen (met uitzondering van zeven dorpen) en de ambten Hilchenbach en Freudenberg. De stad Siegen deelde hij met zijn achterneven, Johan Frans Desideratus (tot 1699) en Willem Hyacinth (vanaf 1699), de katholieke vorsten van Nassau-Siegen. Ook volgde Frederik Willem Adolf zijn vader op als graaf van Bronkhorst, heer van Wisch, Borculo, Lichtenvoorde en Wildenborch, en erfbaanderheer van het hertogdom Gelre en het graafschap Zutphen. Omdat hij nog minderjarig was, stond hij tot 1701 onder onder voogdij en regentschap van zijn moeder.
Bij het overlijden van vorst Frans Alexander van Nassau-Hadamar in 1711, waarbij het Huis Nassau-Hadamar in de mannelijke lijn uitstierf, erfde Frederik Willem Adolf samen met de vorsten Willem Hyacinth van Nassau-Siegen, Willem II van Nassau-Dillenburg en Johan Willem Friso van Nassau-Diez het vorstendom Nassau-Hadamar. Bij de verdeling van het vorstendom Nassau-Hadamar in 1717 verkreeg Frederik Willem Adolf samen met Willem Hyacinth van Nassau-Siegen de stad Hadamar, Dehrn en Niederzeuzheim. Deze gebieden vertegenwoordigden een derde deel van de erfenis. Omdat zij zowel aan Willem Hyacinth als aan Frederik Willem Adolf toevielen, bezat Frederik Willem Adolf dus slechts een zesde deel van Nassau-Hadamar.

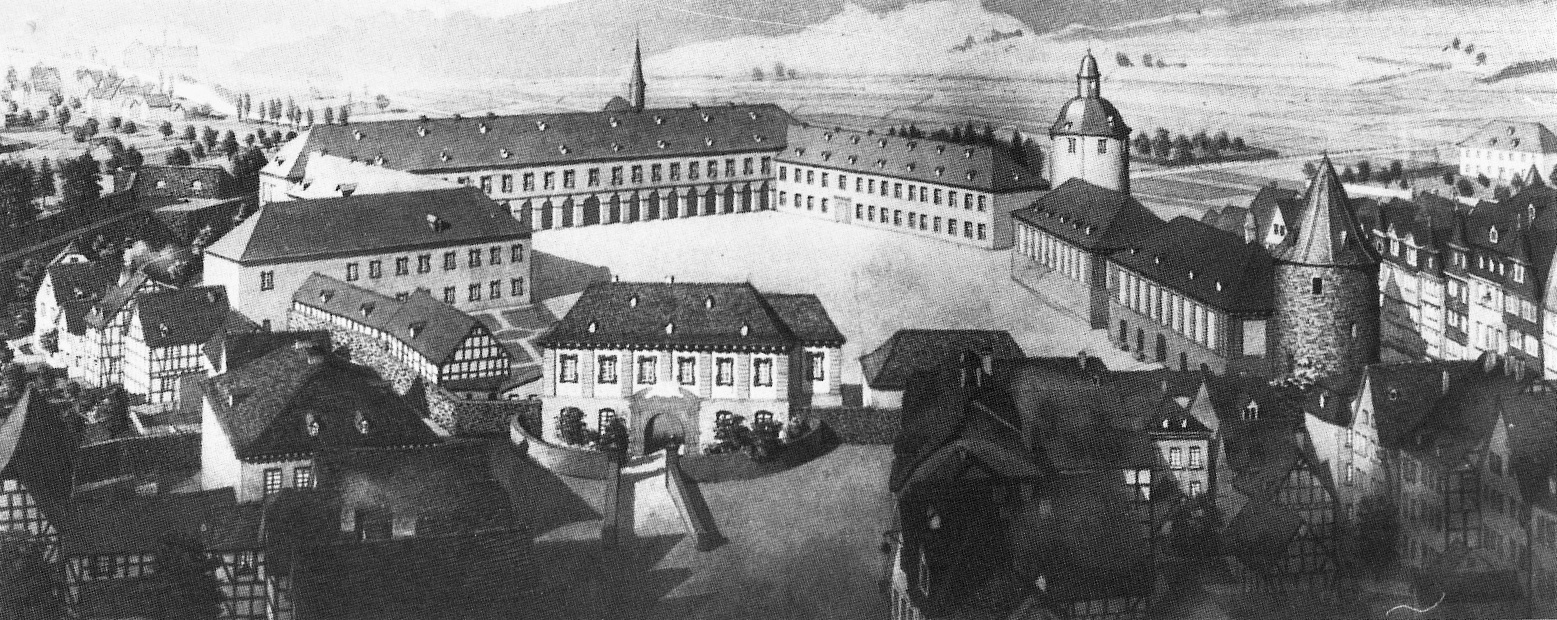
De Nassauischer Hof gezien vanuit het westen, ca. 1720. Poging tot reconstructie, inkttekening, Wilhelm Scheiner, 1922.

Frederik Willem Adolf overleed op 13 februari 1722 in de Nassauischer Hof in Siegen. De doodsoorzaak was waterzucht. Hij werd op 10 april begraven in de Fürstengruft aldaar. Hij werd opgevolgd door Frederik Willem II, de enige zoon uit zijn eerste huwelijk met Elisabeth Juliana Francisca van Hessen-Homburg. Frederik Willem II stond tot 1727 onder voogdij en regentschap van zijn stiefmoeder Amalia Louise.

Ook na haar regentschap bleef Amalia Louise in de Nassauischer Hof wonen, dat sinds het midden van de 18e eeuw Untere Schloss genoemd wordt. De noordelijke vleugel van het paleis wordt naar haar nog altijd de Kurländer Flügel genoemd.
Amalia Louise's stiefzoon Frederik Willem overleed op 2 maart 1734 in de Nassauischer Hof in Siegen, hij was pas 27 jaar. Op 19 juni schonk zijn weduwe Sophia Polyxena Concordia van Sayn-Wittgenstein-Hohenstein het leven aan de vijfde dochter. Er waren dus geen mannelijke erfgenamen, en de vorstin-weduwe moest er noodgedwongen mee instemmen dat de katholieke vorst Willem Hyacinth het gereformeerde land en de stad Siegen in bezit nam. De vorsten Christiaan van Nassau-Dillenburg en Willem Carel Hendrik Friso van Nassau-Diez (in Nederland beter bekend als prins Willem IV van Oranje-Nassau) maakten echter ook aanspraak op de erfenis. Hun soldaten bezetten – terwijl Willem Hyacinth in Spanje was – de Nassauischer Hof in Siegen. Het gereformeerde deel van het Siegerland bleef onder de heerschappij van Nassau-Dillenburg en Nassau-Diez vallen.
Tijdens het bezoek aan zijn Duitse stamlanden in 1741 en 1742 verbleef prins Willem IV van Oranje-Nassau bij Amalia Louise en haar schoondochter Sophia Polyxena Concordia in de Nassauischer Hof in Siegen.
Amalia Louise overleed op 18 januari 1750 in de Nassauischer Hof in Siegen. Ze werd op 23 maart begraven in de Fürstengruft aldaar.

## Kinderen
Uit het huwelijk van Amalia Louise en Frederik Willem Adolf werden de volgende kinderen geboren:
1. Sophia Wilhelmina Adolfina (Nassauischer Hof, Siegen, 28 februari 1709 – aldaar, 16 december 1710).
2. Karel Frederik (Nassauischer Hof, Siegen, 4 maart 1710 – aldaar, 25 december 1710).
3. Wilhelmina Charlotte Louise[noot 5] (Nassauischer Hof, Siegen, 25 april 1711 – Untere Schloss, aldaar, 7 maart 1771).
4. Augusta Amalia[noot 6] (Siegen, 9 september 1712 – Slot Wittgenstein, Laasphe, 22 februari 1742), huwde op 6 mei 1738 in Siegen met graaf Frederik van Sayn-Wittgenstein-Hohenstein[noot 7] (Berlijn, 19 januari 1708 – Slot Wittgenstein, Laasphe, 9 juni 1756). Hij hertrouwde later met de jongste zuster van Augusta Amalia.
5. Lodewijk Ferdinand (Nassauischer Hof, Siegen, 29 maart 1714 – aldaar, 26 februari 1715).
6. Carolina Amalia Adolfina[noot 8] (Siegen, 26 november 1715 – Laubach, 10 augustus 1752), huwde op 11 februari 1751 op Slot Wittgenstein in Laasphe met graaf Christiaan August van Solms-Laubach (Wetzlar, 1 augustus 1714 – Laubach, 20 februari 1784).
7. Willem Maurits (Nassauischer Hof, Siegen, 1 maart 1717 – aldaar, 5 augustus 1719).
8. Elisabeth Hedwig (Siegen, 19 april 1719 – Slot Wittgenstein, Laasphe, 10 januari 1789), huwde op 12 juni 1743 in Siegen met graaf Frederik van Sayn-Wittgenstein-Hohenstein (Berlijn, 19 januari 1708 – Wittgenstein, 9 juni 1756). Hij was weduwnaar van een oudere zuster van Elisabeth Hedwig.

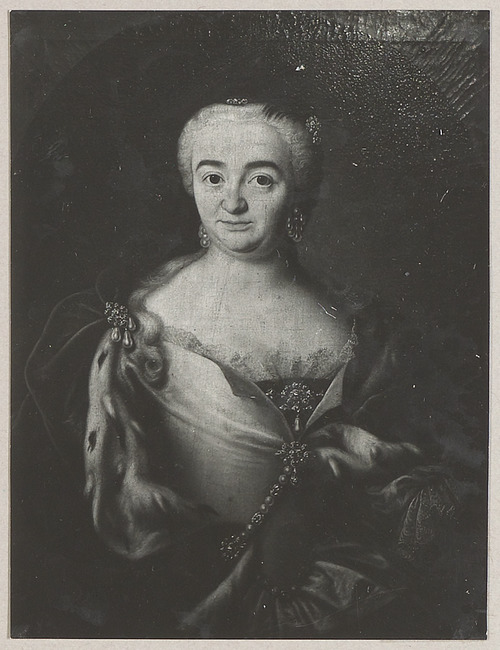
Prinses Prinses Augusta Amalia van Nassau-Siegen (1712-1742).
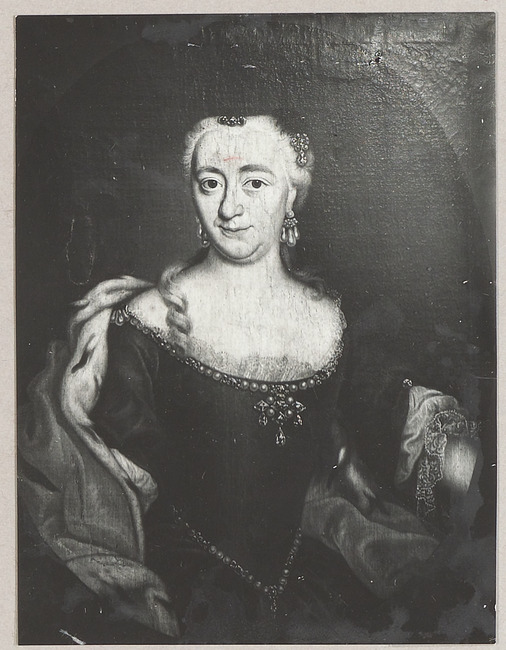
Prinses Carolina Amalia Adolfina van Nassau-Siegen (1715-1752).
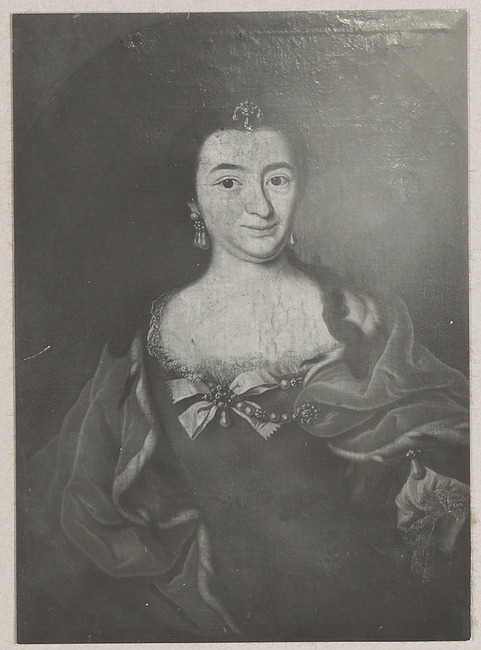
Prinses Elisabeth Hedwig van Nassau-Siegen (1719-1789).

## Voorouders
| Voorouders van Amalia Louise van Koerland | Voorouders van Amalia Louise van Koerland                                                    | Voorouders van Amalia Louise van Koerland                                                    | Voorouders van Amalia Louise van Koerland                                                     | Voorouders van Amalia Louise van Koerland                                                     | Voorouders van Amalia Louise van Koerland                                                                              | Voorouders van Amalia Louise van Koerland                                                                               | Voorouders van Amalia Louise van Koerland                                                         | Voorouders van Amalia Louise van Koerland                                                         |
| ----------------------------------------- | -------------------------------------------------------------------------------------------- | -------------------------------------------------------------------------------------------- | --------------------------------------------------------------------------------------------- | --------------------------------------------------------------------------------------------- | --- | --- | ------------------------------------------------------------------------------------------------- | ------------------------------------------------------------------------------------------------- |
| Betovergrootouders                        | Godhard van Koerland (ca. 1517–1587) ⚭ 1566 Anna van Mecklenburg-Güstrow (1533–1602)         | Albrecht Frederik van Pruisen (1553–1618) ⚭ 1573 Maria Eleonora van Gulik (1550–1608)        | Johan Sigismund van Brandenburg (1572–1620) ⚭ 1594 Anna van Pruisen (1576–1625)               | Frederik IV van de Palts (1574–1610) ⚭ 1593 Louise Juliana van Nassau (1576–1644)             | Johan VI ‘de Oude’ van Nassau-Siegen (1536–1606) ⚭ 1559 Elisabeth van Leuchtenberg (1537–1579)                         | Johan ‘de Jongere’ van Sleeswijk-Holstein-Sonderburg (1545–1622) ⚭ 1568 Elisabeth van Brunswijk-Grubenhagen (1550–1586) | Joost van Limburg-Stirum (1560–1621) ⚭ 1591 Maria van Holstein-Schauenburg-Pinneberg (1559–1616)  | Arnold II van Bentheim-Tecklenburg (1554–1606) ⚭ 1573 Magdalena van Nieuwenaar-Alpen (1553–1627)  |
| Overgrootouders                           | Willem van Koerland (1574–1640) ⚭ 1609 Sophia van Pruisen (1582–1610)                        | Willem van Koerland (1574–1640) ⚭ 1609 Sophia van Pruisen (1582–1610)                        | George Willem van Brandenburg (1595–1640) ⚭ 1616 Elisabeth Charlotte van de Palts (1597–1660) | George Willem van Brandenburg (1595–1640) ⚭ 1616 Elisabeth Charlotte van de Palts (1597–1660) | Johan VII ‘de Middelste’ van Nassau-Siegen (1561–1623) ⚭ 1603 Margaretha van Sleeswijk-Holstein-Sonderburg (1583–1658) | Johan VII ‘de Middelste’ van Nassau-Siegen (1561–1623) ⚭ 1603 Margaretha van Sleeswijk-Holstein-Sonderburg (1583–1658)  | George Ernst van Limburg-Stirum (1593–1661) ⚭ 1631 Magdalena van Bentheim-Tecklenburg (1591–1649) | George Ernst van Limburg-Stirum (1593–1661) ⚭ 1631 Magdalena van Bentheim-Tecklenburg (1591–1649) |
| Grootouders                               | Jacob van Koerland (1610–1682) ⚭ 1645 Louise Charlotte van Brandenburg (1617–1676)           | Jacob van Koerland (1610–1682) ⚭ 1645 Louise Charlotte van Brandenburg (1617–1676)           | Jacob van Koerland (1610–1682) ⚭ 1645 Louise Charlotte van Brandenburg (1617–1676)            | Jacob van Koerland (1610–1682) ⚭ 1645 Louise Charlotte van Brandenburg (1617–1676)            | Hendrik van Nassau-Siegen (1611–1652) ⚭ 1646 Maria Magdalena van Limburg-Stirum (1632–1707)                            | Hendrik van Nassau-Siegen (1611–1652) ⚭ 1646 Maria Magdalena van Limburg-Stirum (1632–1707)                             | Hendrik van Nassau-Siegen (1611–1652) ⚭ 1646 Maria Magdalena van Limburg-Stirum (1632–1707)       | Hendrik van Nassau-Siegen (1611–1652) ⚭ 1646 Maria Magdalena van Limburg-Stirum (1632–1707)       |
| Ouders                                    | Frederik Casimir van Koerland (1650–1698) ⚭ 1675 Sophia Amalia van Nassau-Siegen (1650–1688) | Frederik Casimir van Koerland (1650–1698) ⚭ 1675 Sophia Amalia van Nassau-Siegen (1650–1688) | Frederik Casimir van Koerland (1650–1698) ⚭ 1675 Sophia Amalia van Nassau-Siegen (1650–1688)  | Frederik Casimir van Koerland (1650–1698) ⚭ 1675 Sophia Amalia van Nassau-Siegen (1650–1688)  | Frederik Casimir van Koerland (1650–1698) ⚭ 1675 Sophia Amalia van Nassau-Siegen (1650–1688)                           | Frederik Casimir van Koerland (1650–1698) ⚭ 1675 Sophia Amalia van Nassau-Siegen (1650–1688)                            | Frederik Casimir van Koerland (1650–1698) ⚭ 1675 Sophia Amalia van Nassau-Siegen (1650–1688)      | Frederik Casimir van Koerland (1650–1698) ⚭ 1675 Sophia Amalia van Nassau-Siegen (1650–1688)      |